# 新千葉駅
新千葉駅（しんちばえき）は、千葉県千葉市中央区登戸二丁目にある、京成電鉄千葉線の駅である。駅番号はKS58。

## 歴史
- 1923年（大正12年）7月24日 - 開業。
- 2023年（令和5年）5月18日 - エレベーター、スロープ、バリアフリートイレの整備が決定[1]。

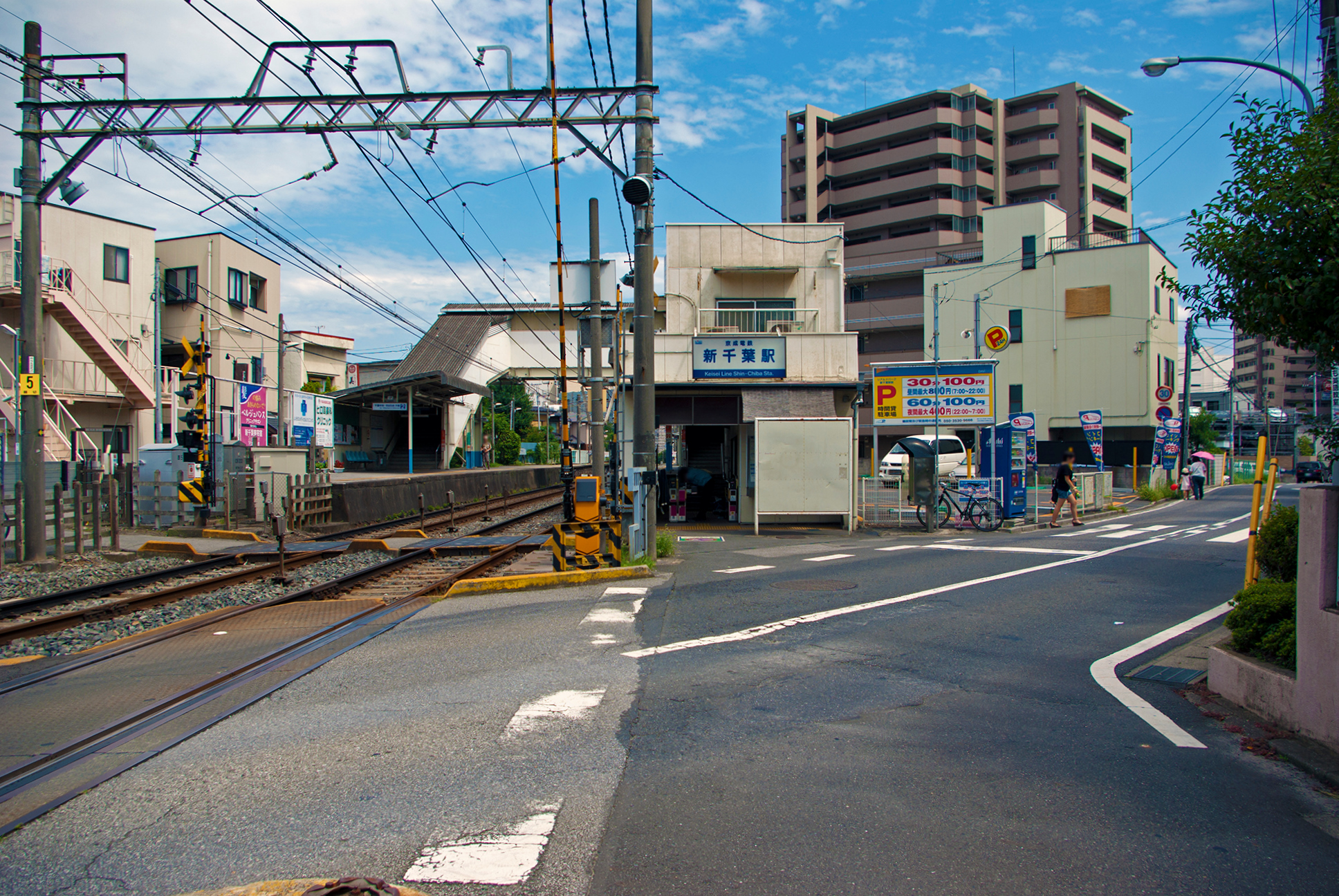
駅名看板変更前の駅舎（2009年8月）

## 駅構造
相対式ホーム2面2線を有する地上駅。
改札口は上り線ホームにある。通路の幅が狭いため、自動改札機が設置される以前は自動券売機も設置されておらず、出札口を設けて駅員が乗車券の発売を行っていた。下り線ホームとは跨線橋で連絡しているが、エレベーターとエスカレーターは設置されていない。男女別の水洗式トイレは上り線ホームの中央にある。かつては男女共用であった。
当駅の駅舎建て替えに伴い、2024年9月21日より下り線側の仮駅舎を供用。上り線側の改札口は同日より閉鎖された。

### のりば
駅ホームの案内標には、京成千葉線との直通運転の設定がない「成田空港」も行先として表記されている。成田空港方面（京成本線）には京成津田沼駅にて乗換が必要となる。
| 番線 | 路線   | 方向 | 行先                                                           |
| ---- | ------ | ---- | -------------------------------------------------------------- |
| 1    | 千葉線 | 上り | 京成津田沼・京成船橋・日暮里・京成上野・ 成田空港・ 松戸線方面 |
| 2    | 千葉線 | 下り | 京成千葉・ちはら台方面                                         |

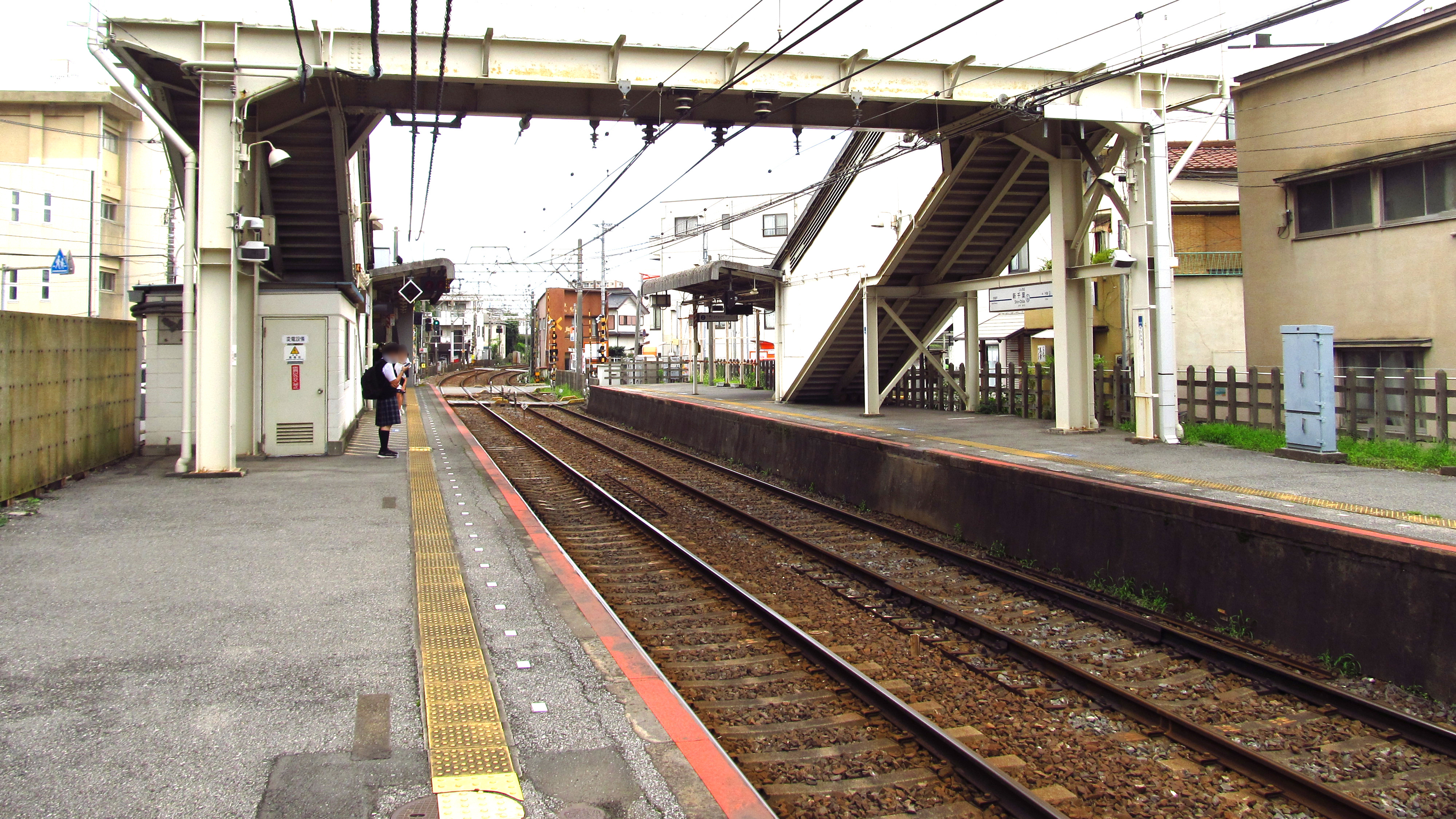
1番線ホーム（2020年7月）
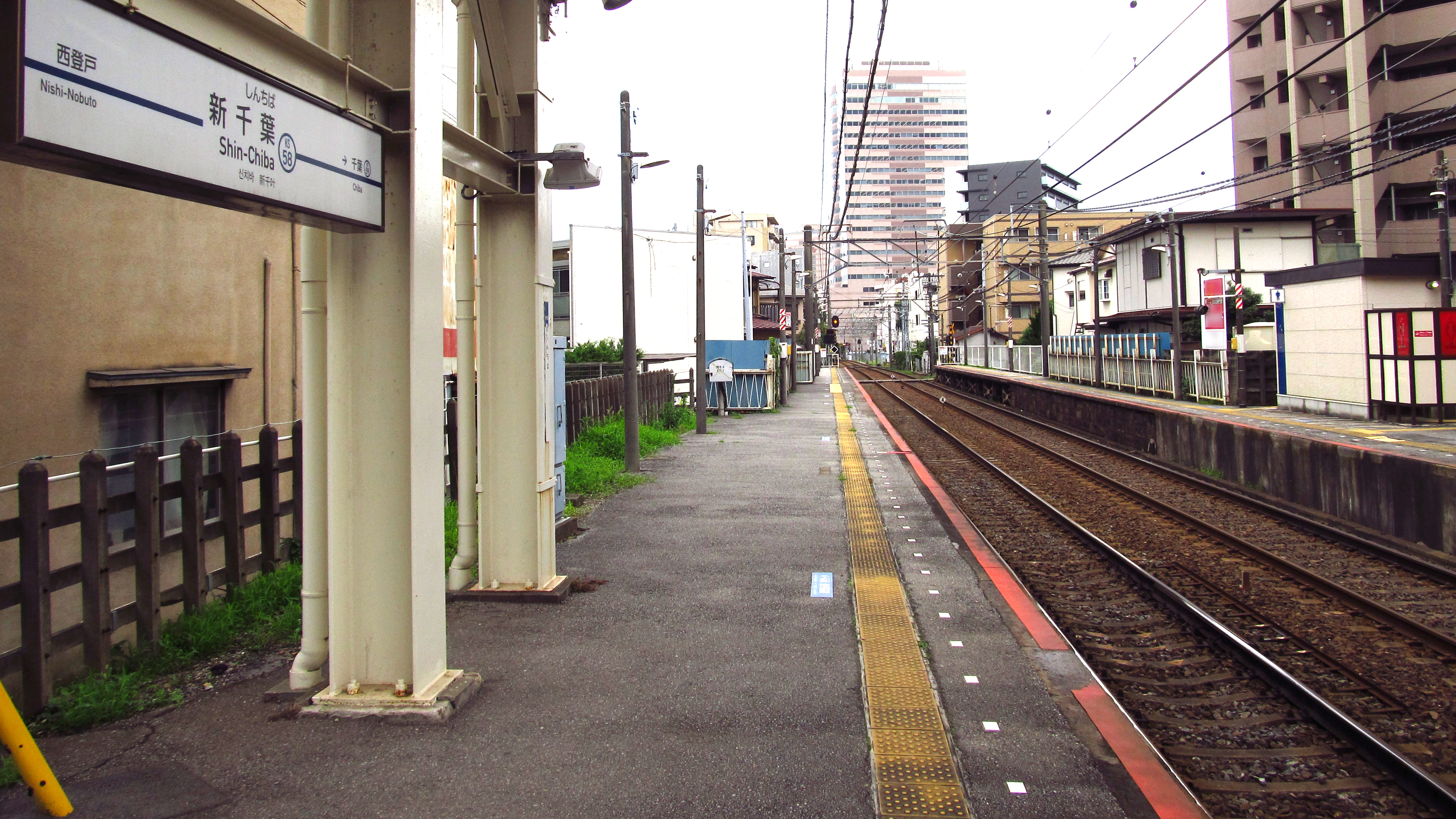
2番線ホーム（2020年7月）
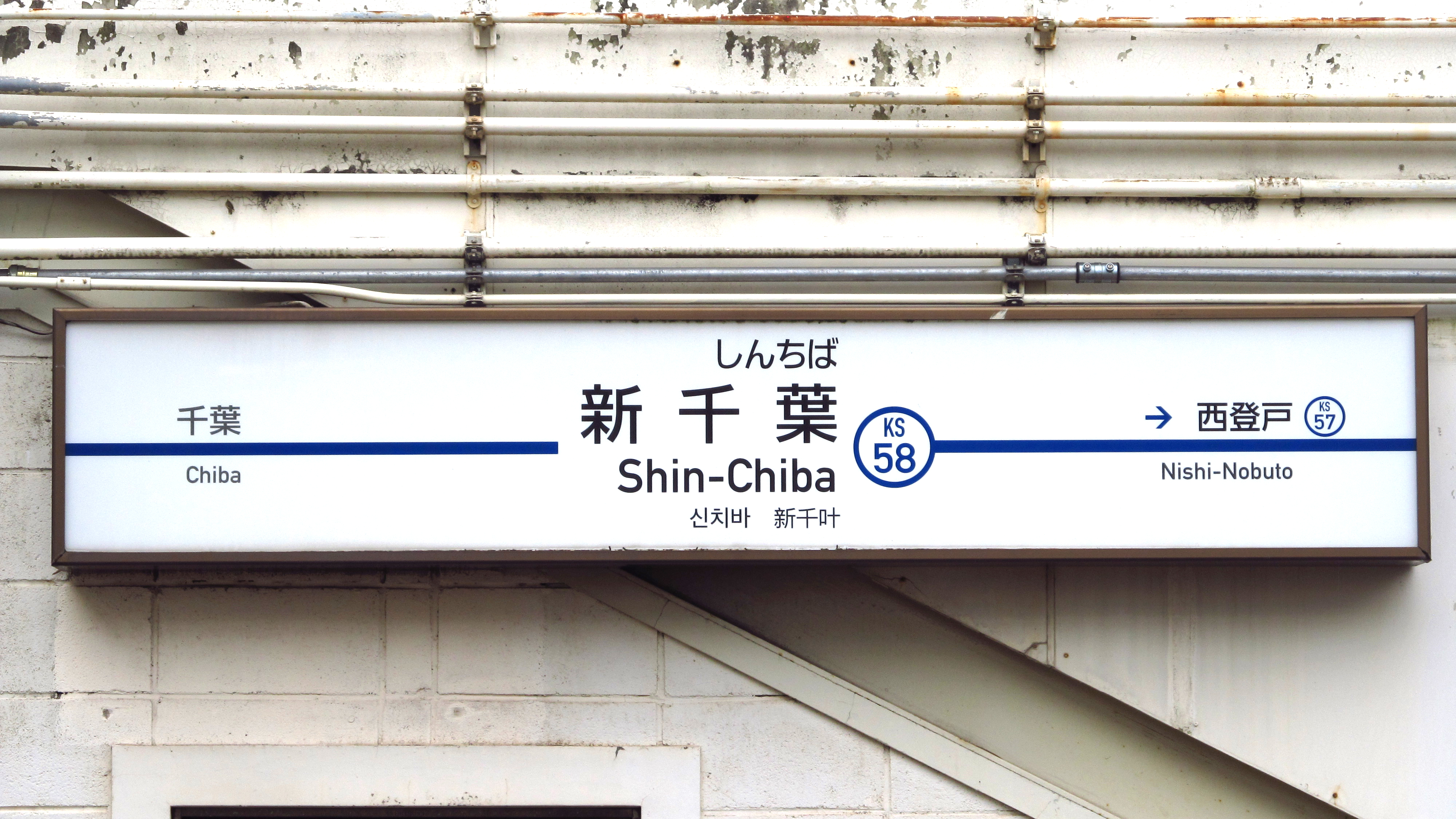
1番線駅名標（2020年7月）
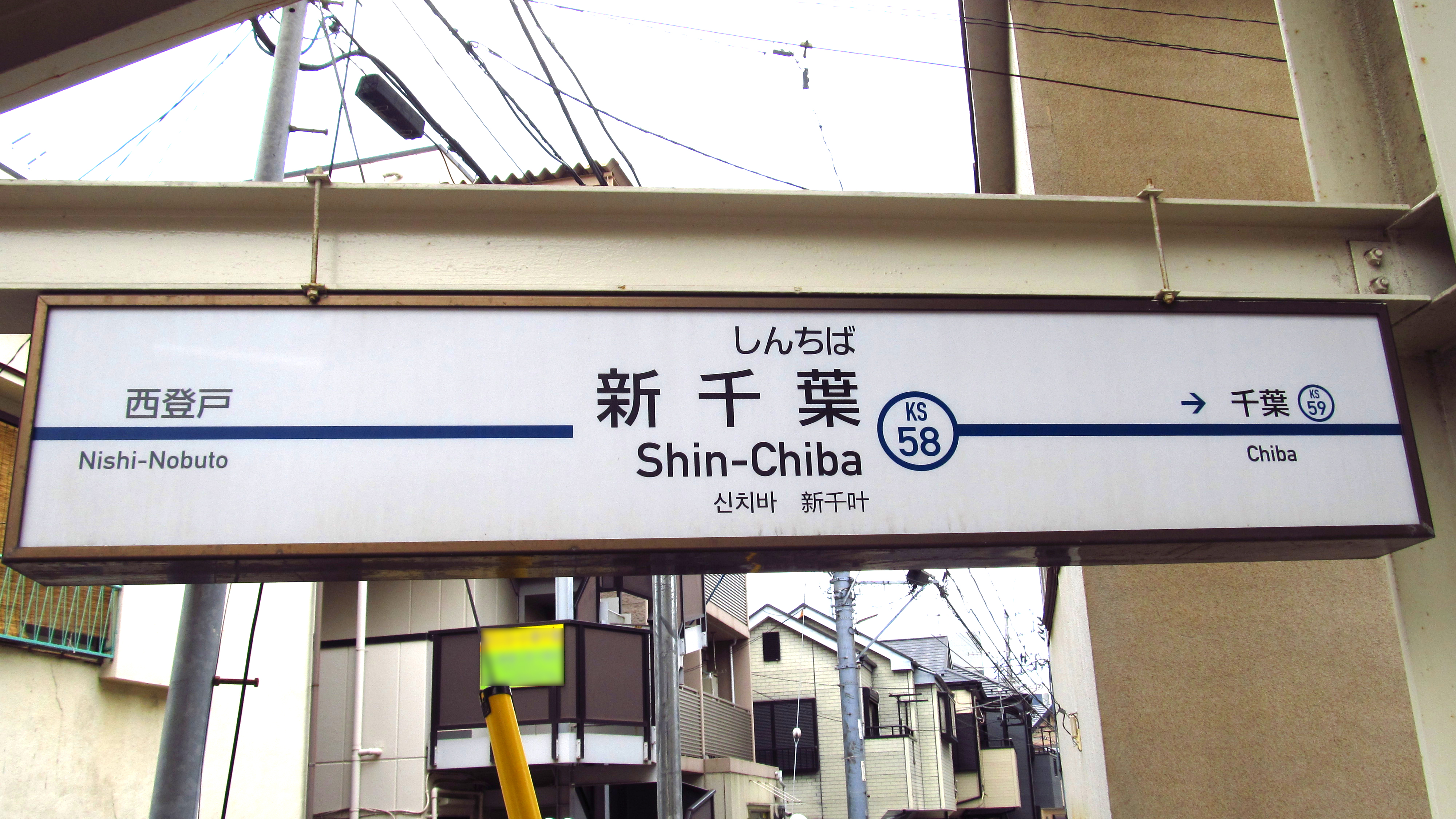
2番線駅名標（2020年7月）

## 利用状況
2024年度の一日平均乗降人員は2,167人である。
近年の一日平均乗降・乗車人員推移は下表の通り。
| 年度               | 一日平均 乗降人員 | 一日平均 乗車人員 |
| ------------------ | ----------------- | ----------------- |
| 2003年（平成15年） | 1,070             | 505               |
| 2004年（平成16年） | 1,159             | 526               |
| 2005年（平成17年） | 1,141             | 521               |
| 2006年（平成18年） | 1,128             | 519               |
| 2007年（平成19年） | 1,200             | 554               |
| 2008年（平成20年） | 1,270             | 587               |
| 2009年（平成21年） | 1,375             | 641               |
| 2010年（平成22年） | 1,446             | 672               |
| 2011年（平成23年） | 1,420             | 662               |
| 2012年（平成24年） | 1,523             | 712               |
| 2013年（平成25年） | 1,591             | 752               |
| 2014年（平成26年） | 1,601             |                   |
| 2015年（平成27年） | 1,727             |                   |
| 2016年（平成28年） | 1,792             |                   |
| 2017年（平成29年） | 1,829             |                   |
| 2018年（平成30年） | 1,995             | 955               |
| 2019年（令和元年） | 2,025             | 971               |
| 2020年（令和02年） | 1,764             | 852               |
| 2021年（令和03年） | 1,831             | 882               |
| 2022年（令和04年） | 2,041             | 981               |
| 2023年（令和05年） | 2,156             | 1,036             |
| 2024年（令和06年） | 2,167             | 1,041             |

## 駅周辺

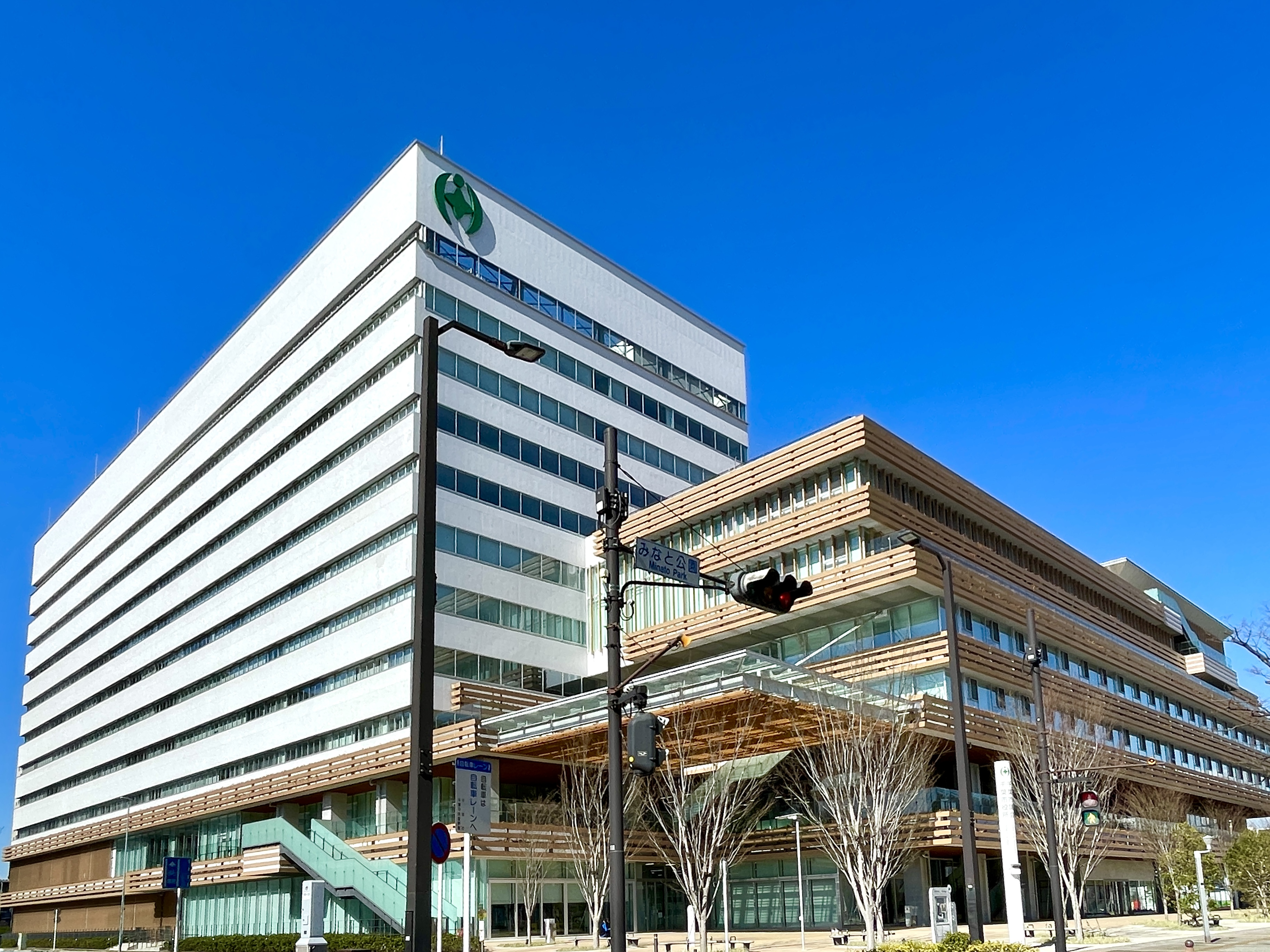
千葉市役所

東日本旅客鉄道（JR東日本）・千葉都市モノレールの千葉駅西口までは直線距離で約350メートル。ただし、乗換は駅施設が直結する隣駅の京成千葉駅の方が至近である。当駅を中心とする約半径1キロメートル（km）範囲内には千葉駅、京成千葉駅のほか、市役所前駅・栄町駅、千葉みなと駅、千葉中央駅、西登戸駅（隣駅）があり、状況によっては徒歩での移動の方が早く到達する場合もある。
駅周辺は閑静な住宅街が広がる。駅東側（京成千葉駅方面）には学習塾や商業施設などが林立する。駅南側には国道14号（千葉街道）、国道357号（東京湾岸道路）が通る。

### 南側
- 千葉市役所
- 千葉公共職業安定所
- 千葉市立登戸小学校 - 駅前に位置する。
- トヨタカローラ千葉 本社
- 千葉トヨタ自動車 本社登戸店
- トヨタレンタリース新千葉 本社
- 千葉銀行 本店
- ニッポンレンタカー 千葉西口営業所

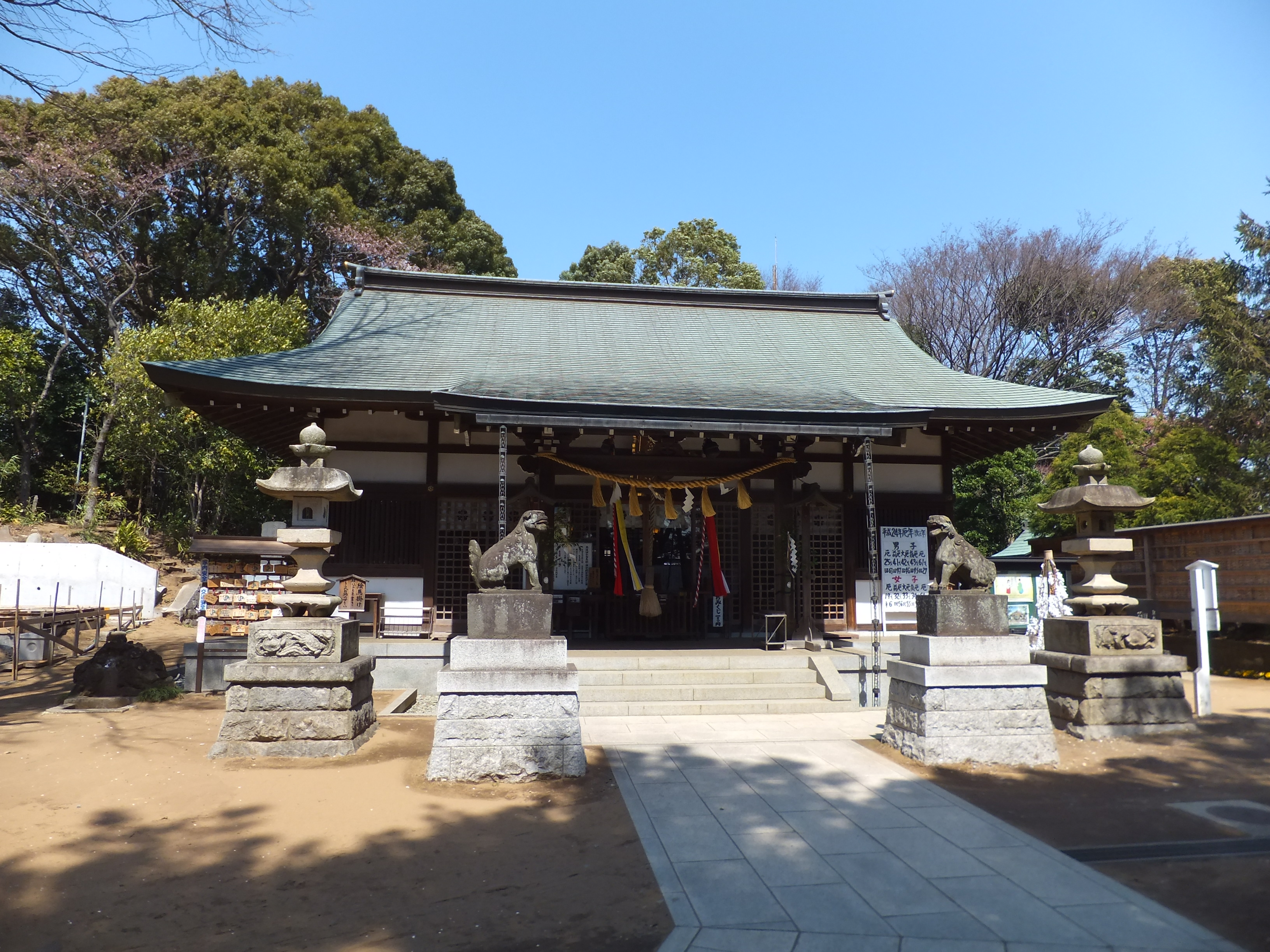
登渡神社

- 登渡神社（登戸神社） - 葛飾北斎が『冨嶽三十六景』の一つ「登戸浦」を描いた場所とされる。

### 北側

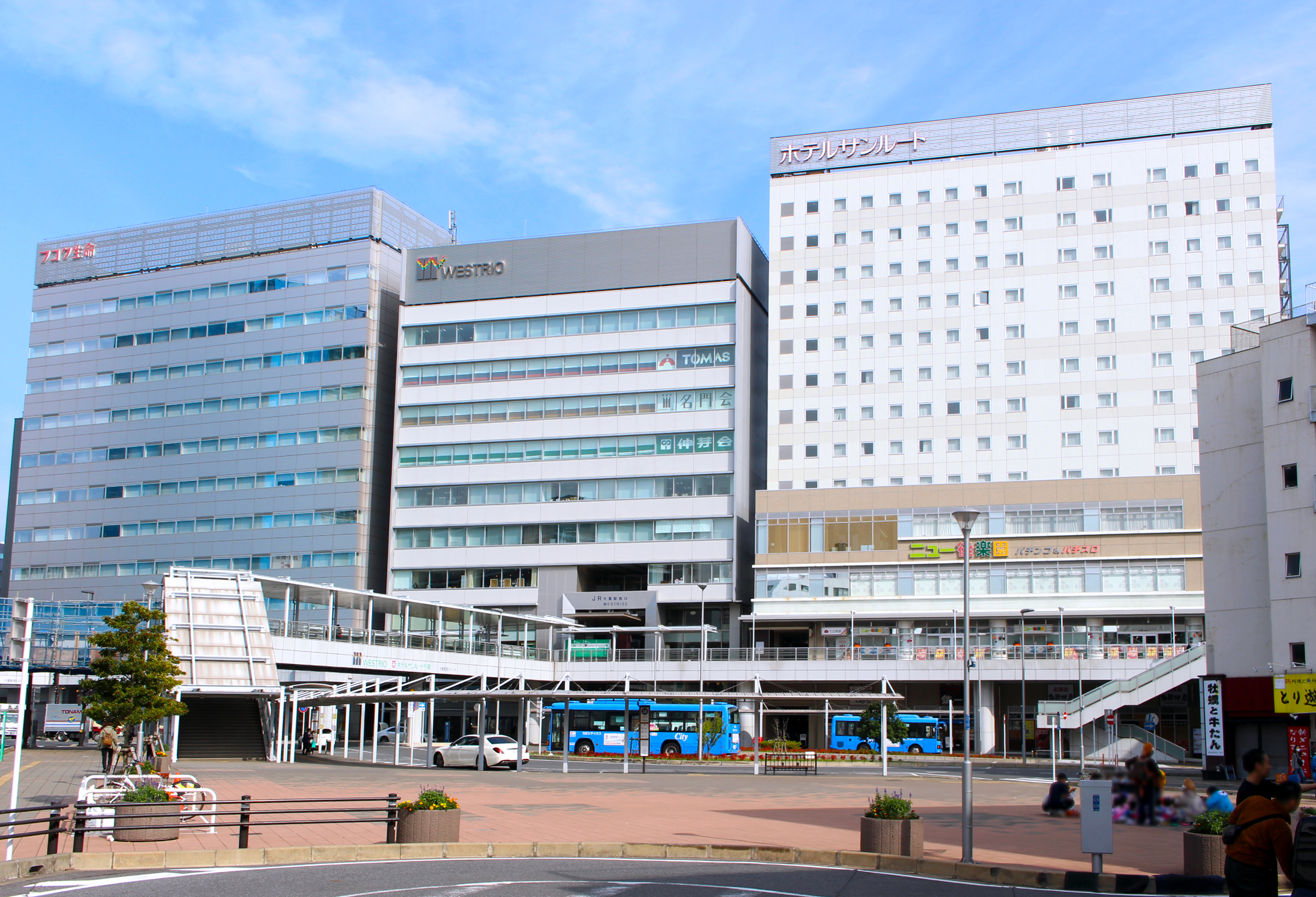
千葉駅西口 駅ビル「ウェストリオ」

- 千葉駅西口
- 千葉県農業会館
- 学校法人 芳野学園
  - 千葉調理師専門学校
- 千葉日建工科専門学校
- ミス・パリビューティー専門学校 千葉校
- 新千葉郵便局
- 京葉学院 本部
- クラーク記念国際高等学校 千葉キャンパス
- ホテルリブマックス 千葉駅前
- 三愛記念病院
- 新日本EXビル
- 登戸公園

## 隣の駅
京成電鉄
 千葉線
西登戸駅 (KS57) - 新千葉駅 (KS58) - 京成千葉駅 (KS59)

#### 利用状況
京成電鉄の1日平均利用客数
1. 1 2 3 4 5  京成電鉄株式会社. “駅別乗降人員（2024年度1日平均）” (pdf). 2025年5月5日閲覧。
2. 1 2  京成電鉄株式会社. “駅別乗降人員（2018年度1日平均）” (pdf). 2020年6月13日時点のオリジナルよりアーカイブ。2021年5月30日閲覧。
3. 1 2  京成電鉄株式会社. “駅別乗降人員（2019年度1日平均）” (pdf). 2020年6月13日時点のオリジナルよりアーカイブ。2021年5月30日閲覧。
4. 1 2  京成電鉄株式会社. “駅別乗降人員（2020年度1日平均）” (pdf). 2023年4月5日時点のオリジナルよりアーカイブ。2021年5月30日閲覧。
5. 1 2  京成電鉄株式会社. “駅別乗降人員（2021年度）” (PDF) (JP). 2022年5月22日時点のオリジナルよりアーカイブ。2022年5月19日閲覧。
6. 1 2  京成電鉄株式会社. “駅別乗降人員（2022年度1日平均）” (pdf). 2023年7月8日閲覧。
7. 1 2  京成電鉄株式会社. “駅別乗降人員（2023年度1日平均）” (pdf). 2025年5月5日閲覧。

千葉市統計書
1. 1 2 3 4 5  千葉市統計書（平成20年度） Archived 2013年12月14日, at the Wayback Machine.
2. 1 2 3 4  千葉市統計書（平成24年度） Archived 2016年8月26日, at the Wayback Machine.
3. ↑  千葉市統計書(平成26年度版） Archived 2016年8月10日, at the Wayback Machine.

千葉県統計年鑑
1. ↑  千葉県統計年鑑（平成25度） 111 民鉄等駅別1日平均運輸状況、平成27年7月25日閲覧